# Calle Pescadores (Sevilla)
La calle Pescadores es una vía pública de la ciudad española de Sevilla.

## Descripción
La vía, cuyo título es de origen gremial, discurre desde la calle Jesús del Gran Poder hasta Hernán Cortés. Aparece descrita en la Noticia histórica del origen de los nombres de las calles de esta ciudad de Sevilla (1839) de Félix González de León con las siguientes palabras:

Calle Pescadores. En el cuartel C. y á la parroquia de san Lorenzo, está esta calle que san Fernando dió á los de este arte para su hbaitacion, de que le quedò el nombre. Es ancha pero corta; pasa de la calle de la Garvancera á la de la espalda de san Lorenzo, y no hay que observar.
(González de León, 1839, p. 396)